# Kurt Wölfel
Kurt Wölfel (* 22. Mai 1927 in Würzburg; † 9. August 2021 bei Bonn) war ein deutscher Germanist und Literaturwissenschaftler.

## Leben
Am 10. Februar 1951 promovierte Wölfel mit einer Arbeit über August von Platen zum Dr. phil. an der Universität Würzburg. Dort übernahm er 1963 einen Lehrauftrag als Privatdozent. Nach seiner Umhabilitation an der Universität Göttingen 1963 wurde er ordentlicher Professor in Erlangen 1964 und in Bonn 1982. 1992 folgte seine Emeritierung.
Ein Schwerpunkt der wissenschaftlichen Arbeit Wölfels war die Dichtungstheorie und Dichtung des 18. Jahrhunderts. Insbesondere beschäftigte er sich mit dem deutschen Schriftsteller Jean Paul. Von 1966 bis 1997 war er Vorsitzender der Jean-Paul-Gesellschaft in Bayreuth.
Zu seinen Schülern gehören Heinz Schlaffer, Ursula Naumann, Helmut Pfotenhauer, Erhard Schüttpelz und Ralf Simon. Schlaffer schrieb in seiner Würdigung zu Wölfels siebzigstem Geburtstag: „Wölfels Vermögen, über die ästhetische Erfahrung vergangener Literatur kenntnisreich und zugleich spielerisch zu schreiben, gerät in ein Dilemma, das man tragisch nennen könnte, wenn er selbst es nicht scherzhaft nähme: Jene gebildete Öffentlichkeit von Kennern und Liebhabern der klassischen deutschen Literatur, die eigentlichen Adressaten von Wölfels gesprächigen Studien, existiert nicht mehr.“

## Schriften (Auswahl)
- Platens „Poetische Existenz“. Studien zur Lebenshaltung des Dichters. 1951, OCLC 73971274.
- Jean-Paul-Studien. Frankfurt am Main 1989, ISBN 3-518-28342-1.
- Friedrich Schiller. München 2004, ISBN 3-423-31016-2.
- Spaziergänge. Zürich 2009, OCLC 463859215.